# Kronologija događaja u Harryju Potteru
Obožavatelji su napravili kronologiju u romanima o Harryju Potteru od samo jedne informacije dane u Harryju Potteru i Odaji tajni. Na smrtnom danu Skoro Beezglavog Nicka u toj knjizi, na torti se nalazi datum njegove smrti - 31. listopada 1492. (Iako u Kamenu mudraca Nick kaže da je mrtav već gotovo 400 godina, to se smatra manjom pogreškom autorice). Ta je proslava bila u čast 500. obljetnice njegove smrti i to bi značilo da je ta proslava bila 31. listopada 1992. To je 2006. potvrdila i J. K. Rowling kad je u dobrotvorne svrhe donirala kopiju obiteljskog stabla obitelji Black za aukciju Book Aida. Stablo je uključivalo i godinu rođenja Draca Malfoya - 1980.
To je obiteljsko stablo bilo slično onome opisanome u Redu Feniksa. Ipak, na obiteljskom stablu nije bilo godine rođenja Siriusa Blacka što bi odmah točno datiralo i godine rođenja njegovih kolega iz Hogwartsa. Ali je na stablu upisana godina rođenja njegove rođakinje Bellatrix Lestrange, 1951., a Sirius je rekao da su on i Bellatrix bili u školi u isto vrijeme. To bi značilo da je Bellatrix bila na završnoj godini 1969./70., a Sirius i njegovi kolege barem su te školske godine, ako ne i ranije, započeli školovanje.
Postoje još tri činjenice po kojima se određuju godine školovanja Siriusa, Jamesa i Lily Potter, Severusa Snapea, Remusa Lupina i Petera Pettigrewa. Datiranje se može zakomplicirati zato što za svaku školsku godinu rođendan može pasti unutar dvije godine i ovisi o točnom danu i mjesecu rođenja, a za mnoge likove nisu poznati točni podaci.
- J.K. Rowling u intervjuu je nakon objave Plamenog Pehara rekla da je Snape imao 35 ili 36 godina. Ovisno o tumačenju tog podatka, godina je njegova rođenja između 1958. i 1960. (rođendan mu je 9. siječnja što je poznato sa službene web-stranice autorice)
- J.K. Rowling na svojim je stranicama objavila i informacije o Siriusu Blacku i rekla da je on imao "oko 22 godine" kada je zatvoren u Azkaban, nakon smrti brojnih bezjaka 1. studenog 1981. S godinom više-manje dobijemo da je godina Siriusova rođenja između 1958. i 1960.
- Harry je u situ sjećanja (Harry Potter i Red feniksa) vidio scenu u kojoj njegov otac i Snape polažu ČAS-ove. Za taj je događaj kasnije rečeno da se dogodio prije više od dvadeset godina. To bi značilo da je taj ispit bio školske godine 1974./75. ili ranije i da je godina rođenja Severusa Snapea 1959. ili ranija.

## Kronologija romana o Harryju Potteru

### Događaji
- 382. pr. Kr.

Ollivanderi otvaraju trgovinu čarobnim štapićima
- 962.

Prve se primitivne metle koriste kao prijevozna sredstva
- o. 1000.

Četvero čarobnjaka, Godric Gryffindor, Helga Hufflepuff, Rowena Ravenclaw i Salazar Slytherin osnivaju Hogwarts. Slytherin želi primati samo čistokrvne čarobnjake i zbog svađe napušta školu, ali za sobom ostavlja Odaju tajni
- o. 1294.

Na Tromagijskom turniru počinju se natjecati Hogwarts, Beauxbatons i Durmstrang. Kasnije je na neko vrijeme natjecanje prekinuto zbog prevelikog broja smrtnih slučajeva.
- 1473.

Prvo Svjetsko prvenstvo u Metloboju, tijekom kojeg je počinjeno svih 700 prekršaja.
- o. 1845.

Rođen Albus Dumbledore. (Važan dan za čarobnjačku zajednicu)
- o. 1891.

Albus Dumbledore počinje predavati u Hogwartsu.
- 1918.

Newt Scamander počinje pisati Čudesne zvijeri i gdje ih pronaći za izdavača Obscurus Books
- o. krajem kolovoza/početkom rujna 1925.

Morfin Gaunt napada Toma Riddlea starijeg. Bob Ogden, šef Odjela Magičnog pravosuđa, dolazi do kolibe Gauntovih da bi pozvao Morfina na saslušanje. Morfinov otac, Marvolo, napada svoju kćer Meropu zato što joj se sviđa Riddle. Ogden poziva pojačanje i uhićuje Morfina i Marvola.
- o. 1926.

Malo prije njegovog rođenja, otac Toma Riddlea (Tom Riddle stariji) napušta njegovu majku i ona umire sat vremena nakon rođenja svog sina. Riddle je odgojon u sirotištu. (Strašan, ali važan dan za čarobnjačku zajednicu)
- 1927.

Čudesne zvijeri i gdje ih pronaći izašle u prvom izdanju.
- o. 1938.

Tom Riddle dolazi u Hogwarts.
- o. 1940.

Rubeus Hagrid dolazi u Hogwarts.
- 1943.

Svibanj - Riddle otvara Odaju tajni, bazilisk ubija djevojčicu (Plačljivu Myrtlu)
13. lipnja - Hagridova akromantula je optužena za ubojstvo.
Srpanj - Riddle ubija svog oca i njegove roditelje i ubojstva smješta svom ujaku, Morfinu Gauntu, koji završava u Azkabanu.
Voldemort krade Marvolov prsten (kasnije horkruks)
Rujan - Riddle stvara prvi horkruks: ubojstvom Plačljive Myrtle cijepa dušu, i pohranjuje komadić u Dnevnik Toma Riddlea
- 1945.

Dumbledore pobjeđuje mračnog čarobnjaka Grindelwalda
Riddle završava Hogwarts.
Riddle moli Ravnatelja Hogwartsa, Armanda Dippeta da ga zaposli kao učitelja, što ovaj odbije.
- 1946.

Riddle ubija Hepzibah Smith, i smješta ubojstvo njenom kućnom vilenjaku, Hokey, te od njih krade Slytherinov medaljon i pehar Helge Hufflepuff.
Riddle nestaje
- 1947.

Bathilda Bagshot objavljuje Povijest magije
- o. 1956.

Prosinac - Minerva McGonagall počinje predavati u Hogwartsu
Riddle moli Dumbledorea za posao profesora Obrane od mračnih sila
Smrtonošama se pridružuju Rosier, Nott, Mulciber i Dolohov
Riddle sebe već zove Lordom Voldemortom (riječ Lord Voldemort je anagram od Tom Marvolo Riddle, njegovog punog imena)
- o. 1969.

Vjenčanje Arthura Weasleyja i Molly Prewett
- o.1970.

Riddle počinje svoju potragu za moći i besmrtnošću
James Potter, Lily Evans, Sirius Black, Remus Lupin, Peter Pettigrew i Severus Snape dolaze u Hogwarts.
- o. 1979.

Sybill Trelawney predviđa Voldemortovo gubljenje moći
rođena Hermione Granger - 19. rujna
Sybill Trelawney postaje profesorica Proricanja sudbine
ubijen Regulus Black
- 1980.

rođen Ron Weasley - 1. ožujka
rođen Draco Malfoy - 5. lipnja
rođen Neville Longbottom - 30. srpnja
rođen Harry Potter - 31. srpnja
- 1981.

rođena Ginny Weasley - 11. kolovoza
Severus Snape postaje profesor Čarobnih napitaka
Voldemort ubija Jamesa i Lily Potter (31. listopada), ali ga kasnije porazi Harry kojem ostaje ožiljak u obliku munje i koji odlazi živjeti Dursleyjevima.
Harry postaje "osmi horkruks"
1. studenog Sirius Black uhićen zbog ubojstva Petera Pettigrewa koji se skriva
- 1991.

Harry Potter, Ron Weasley i Hermione Granger dolaze u Hogwarts 1. rujna
- 1992.

Harry uspijeva zaštititi Kamen mudraca, i tako onemogućava Voldemortov povratak na vlast
Ginny Weasley otvara Odaju tajni pod utjecajem dnevnika Toma Riddlea
- 1993.

Harry spašava Ginny i pobjeđuje sjećanje na Toma Riddlea te tako uništava jedan Voldemortov horkruks
Sirius Black bježi iz Azkabana
- 1994.

Profesorica Trelawney ima drugo proročanstvo
Harry saznaje tko je zapravo Sirius, a Pettigrew bježi 6. lipnja
Voldemort ubija Franka Brycea
Irska osvaja Svjetsko prvenstvo u metloboju
Prvi put nakon stotinu godina održava se Tromagijski turnir
- 1995.

Voldemort vraća moć uz pomoć Pettigrewa i ubija Cedrica Diggorya 24. lipnja
Albus Dumbledore ponovno osniva Red feniksa
- 1996.

Voldemort ne uspijeva doći do Proročanstva iz Odjela tajni
Harry saznaje za prvo proročanstvo profesorice Trelawney
Ubijen Sirius Black
Čarobnjački svijet napokon je upozoren da se Voldemort vratio
Draco Malfoy u Borginu i Burkesu kupuje ukletu ogrlicu kojom planira ubiti Albusa Dumbledorea, ali umjesto njega ozlijeđena je Katie Bell.
Albus Dumbledore uništava još jedan Voldemortov horkruks
- 1997.

Albusa Dumbledorea ubio Severus Snape.
Harry Potter odlučuje pronaći i uništiti preostale horkrukse u koje je Lord Voldemort pohranio dijelove svoje duše
- 1998

Harry Potter pobijedio i ubio Lorda Voldemorta

### Rođenja
- 1325.

Nicholas Flamel
- o. 1845.

Albus Dumbledore
- o. 1908.

Merope Gaunt
- o. 1925.

Minerva McGonagall - 4. listopada
- 1926.

Tom Marvolo Riddle (Lord Voldemort) - 31. prosinca
- o. 1928.

Rubeus Hagrid - 6. prosinca
- 1951.

Bellatrix Lestrange
Rita Skeeter
- o. 1954.

Lucius Malfoy
- 1955.

Narcissa Black
- između 1955. i 1959.

Bertha Jorkins
- o. 1959.

Severus Snape - 9. siječnja
Remus Lupin - 10. ožujka
Lily Evans
James Potter
Sirius Black
Peter Pettigrew
- 1962.

Bartemius Crouch ml.
- 1970.

Bill Weasley - 29. studenog
- 1972.

Charlie Weasley - 12. prosinca
- 1973.

Nymphadora Tonks
- o. 1975.

Stan Shunpike
Percy Weasley - 22. kolovoza
- 1977.

Cedric Diggory
o. - Viktor Krum
o. - Fleur Delacour
- 1978.

Fred i George Weasley - 1. travnja
- 1979.

Hermione Jane Granger - 19. rujna
o. - Cho Chang
- 1980.

Ronald Bilius Weasley - 1. ožujka
Draco Malfoy - 5. lipnja
Neville Longbottom - 30. srpnja
Harry James Potter - 31. srpnja
- 1981.

Ginny Weasley - 11. kolovoza
o. - Colin Creevey
o. - Luna Lovegood
- o. 1982.

Romilda Vane
- o. 1983.

Dennis Creevey
- o. 1984.

Gabrielle Delacour

### Smrti
- 1492.

31. listopada - Sir Nicholas de Mimsy Porpington - djelomičnim odrubljivanjem glave
- 1926.

31. prosinca - Merope Gaunt
- 1943.

13. lipnja - Myrtla (nepoznato prezime), kasnije poznata kao Plačljiva Myrtle, ubio ju je bazilisk kojeg je kontrolirao Tom Riddle
- 1979.

Regulus Black, ubijen u pokušaju da uništi Voldemortov horkruks (inferiusi su ga progutali)
- 1981.

31. listopada - James i Lily Potter, u napadu Lorda Voldemorta
- o. 1990.

majka Lune Lovegood, nesretni slučaj
- 1992.

Lipanj - Profesor Quirrell, zbog zaštite koju je Harryju ostavila njegova majka
Nicholas Flamel, umro nakon što je uništen Kamen mudraca
- 1994.

Ljeto - Bertha Jorkins, ubio ju je Voldemort nakon što je iz nje izvukao podatke o Tromagijskom turniru
Kolovoz - Frank Bryce, ubio ga je Voldemort kad je načuo njega i Pettigrewa kako kuju plan da ubiju Harryja Pottera
- 1995.

Svibanj - Barty Crouch, ubio ga je njegov sin prerušen u Alastora Moodyja
24. lipnja - Cedric Diggory, ubio ga je Pettigrew po Voldemortovu naređenju
- 1996.

Lipanj - Sirius Black, nakon pada kroz Veo u Odjelu tajni
Ljeto - Amelia Bones, ubijena u prvim danima Drugog rata, vjerojatno ju je ubio Voldemort
Ljeto - Emmeline Vance, ubili su ju smrtonoše u prvim danima Drugog rata
Ljeto - Igor Karkaroff, ubili su ga smrtonoše jer ih je izdao
majka Hannah Abbott
- 199.

Proljeće - Aragog, zbog starosti
Lipanj - Gibbon, slučajno ga je pogodila kletva Avada Kedavra koju je bacio drugi smrtonoša
Lipanj - Albus Dumbledore, ubio ga je Snape Avadom Kedavrom nakon što je već bio oslabljen
27. srpnja Alastor Moody, ubio ga je smrtonoša dok su Harryja premještali iz Kalinog prilaza na sigurnu lokaciju
27. srpnja Hedwiga, ubio ju je smrtonoša dok su Harryja premještali iz Kalinog prilaza na sigurnu lokaciju
- 1998.

Grindelwald, ubio ga je Voldemort jer mu nije htio odati tajne o Bazgovom štapiću
Fred Weasley, u posljednjoj bitci
Tonks i Remus Lupin, u posljednjoj bitci
Colin Creevey, u posljednjoj bitci
Voldemort, Vrhovni štapić poslušao je pravog vlasnika Harryja Pottera i, umjesto da je Voldemortova kletva ubila Harryja, odbila se na Voldemorta